# Етатизам
Етатизам (фр. l'état - држава) је као термин поникао и ушао у ширу употребу крајем 19. века из дискусија које су разматрале обим и облик државног удела у управљању националном економијом. Под утицајем нових појава у друштвеном развитку током последњих деценија 20. века овај термин у савременом политичком речнику добија много шира значења. Под етатизмом се подразумева подређивање друштва држави. То се изражава кроз доминантну улогу државног чиновничког апарата у руковођењу свим облицима друштвене а посебно економске делатности.
Марксистичка теорија је објашњавала појаву етатизма релативном равнотежом друштвених антагонистичких класа у једном историјском добу. Ослабљеност владајућих слојева чије су друштвене позиције поткопане, али не и срушене, а релативна оснаженост потлачених класа које ипак немају снагу за револуционарну смену друштвено-економске формације, ствара ситуацију у којој држава узима улогу „треће силе“. Овим принципом су Маркс и Енгелс објашњавали поједине облике организације политичке власти као што су били апсолутизам у Француској пре буржоаске револуције, владавине Наполеона Првога и Трећег и Бизмарков режим у Немачкој.
Етатистичке појаве не остају само ограничене на економски живот једног друштва него се проширују на целокупни друштвени систем. Ослањајући се на виталне функције које је држава стекла у материјалној производњи и расподели, државни бирократски апарат настоји да прошири своју моћ и на културну надоградњу друштва чиме се отвара пут тоталитаризму који је имао непосредну манифестацију у политичким системима нацизма и стаљинизма.
Мада се користио од 1850-их, термин етатизам је попримио значајну употребу у америчком политичком дискурсу током 1930-их и 1940-их. Опозиција етатизму назива се антиетатизам или анархизам. Ово последње карактерише потпуно одбацивање сваке хијерархијске владавине.

## Преглед
Етатизам може имати много облика од мале владе до велике владе. Минархизам је политичка филозофија која преферира минималну државу као што је држава ноћног чувара како би заштитила људе од агресије, крађе, кршења уговора и преваре са војском, полицијом и судовима. Ово такође може укључивати ватрогасне службе, затворе и друге функције. Држава благостања је још један облик у спектру етатизма. Ауторитарне филозофије виде снажну, ауторитативну државу као потребну за доношење закона или спровођење морала и културних пракси. Тоталитаризам је онај који преферира максималну, свеобухватну државу.
Политичка теорија је дуго доводила у питање природу и права државе. Неки облици корпоративизма величају морални став да је корпоративна група, обично држава, већа од збира њених делова и да појединци имају моралну обавезу да служе држави. Скептицизам према етатизму у западним културама у великој мери је укорењен у филозофији просветитељства. Џон Лок је значајно утицао на модерно размишљање у својим списима објављеним пре и после Енглеске револуције 1688, посебно Писмо о толеранцији (1667), Два трактата о влади (1689) и Есеј о људском разумевању (1690). У тексту из 1689. поставио је основу либералне политичке теорије, односно да су људска права постојала пре власти; да је сврха власти да штити лична и имовинска права; да људи могу распустити владе које то не ураде; и та представничка власт је најбољи облик заштите права.

## Економски етатизам
Економски етатизам промовише став да држава има главну, неопходну и легитимну улогу у усмеравању главних аспеката привреде, било директно преко државних предузећа и економског планирања производње, било индиректно кроз економски интервенционизам и макроекономску регулацију.

### Државни капитализам
Државни капитализам је облик капитализма који карактерише високе концентрације комерцијалних предузећа у државном власништву или државно усмерење привреде засновано на акумулацији капитала, најамног рада и алокацији тржишта.
У неким случајевима, државни капитализам се односи на економске политике као што је диригизам, који је постојао у Француској током друге половине 20. века и на данашње привреде Народне Републике Кине и Сингапура, где влада поседује контролне уделе у јавним компанијама. Неки аутори такође дефинишу бивше економије Источног блока као облик државног капитализма.

### Државни интервенционизам
Термин етатизам се понекад користи у контексту тржишне економије са великим количинама владине интервенције, регулације или утицаја на тржишта. Тржишне економије које карактеришу висок степен интервенције понекад се називају „мешовитим економијама“. Економски интервенционизам тврди да држава има легитимну или неопходну улогу у оквиру капиталистичке економије тако што интервенише на тржиштима, регулише против прекорачења индустрије приватног сектора и обезбеђује или субвенционише добра и услуге које тржиште не производи на одговарајући начин.

### Државни социјализам
Државни социјализам се у ширем смислу односи на облике социјализма засноване на државном власништву над средствима за производњу и расподели ресурса према држави. Често се користи у вези са економским системима совјетског типа у бившим комунистичким државама и, даље, онима Северне Кореје, Кубе и Народне Републике Кине.
Критичари државног социјализма тврде да су његове познате манифестације у државама совјетског модела само облици државног капитализма тврдећи да је совјетски модел економије био заснован на процесу акумулације капитала вођене државом и друштвеном хијерархијом.